# Гистель, Йоханнес
Йоханнес Непомук Франц Ксавер Гистель — немецкий зоолог.
Гистель имел степень бакалавра в области медицины, степень магистра и был доктором философии в Мюнхене в 1829 году по зоологии. Он был учителем естествознания и географии в Мюнхене (с званием профессора) и хранителем музея.
Он занимался энтомологией, а также другими группами животных, такими как млекопитающие, пресмыкающиеся, земноводные и моллюски. Он был редактором журнала «Faunus» (журнал по зоологии и сравнительной анатомии, с 1832). Также он много публиковал в журнале «Isis» Лоренца Окена.
Гистель также использовал псевдоним Г. Тилезиус (частично анаграмма его имени).
Он был автором описаний рода тюленей Hydrurga, рода саламандр Hydromantes, сицилийской ящерицы (Podarcis wagleriana), трибы жуков Sitonini и рода жуков Hiperantha. Роды мышей Cletrionomys и Clonomys, которые он ввёл, не удержались, потому что другие учёные опередили его. Гистель был прежде всего энтомологом, его работа о мышах, например, считалась неточной.
Его коллекция хранится в зоологической государственной коллекции Мюнхена. Он получил королевскую прусскую золотую медаль за искусство и науку и был членом многих научных обществ, таких как Союз немецких натуралистов и врачей.
Гистель также опубликовал биографию генерала Теодора фон Халльберг-Бройха (1863) и Карла фон Линнея. Он также опубликовал стихи, путеводитель по южной Германии и северной Италии и адресные книги энтомологов, а в 1856 году — «Новейшую географию и статистику Королевства Бавария».